# Phytolacca icosandra
Phytolacca icosandra es una especie de planta fanerógama que se encuentra en los neotrópicos y ha sido introducida en las zonas más cálidas de los EE. UU. occidental.

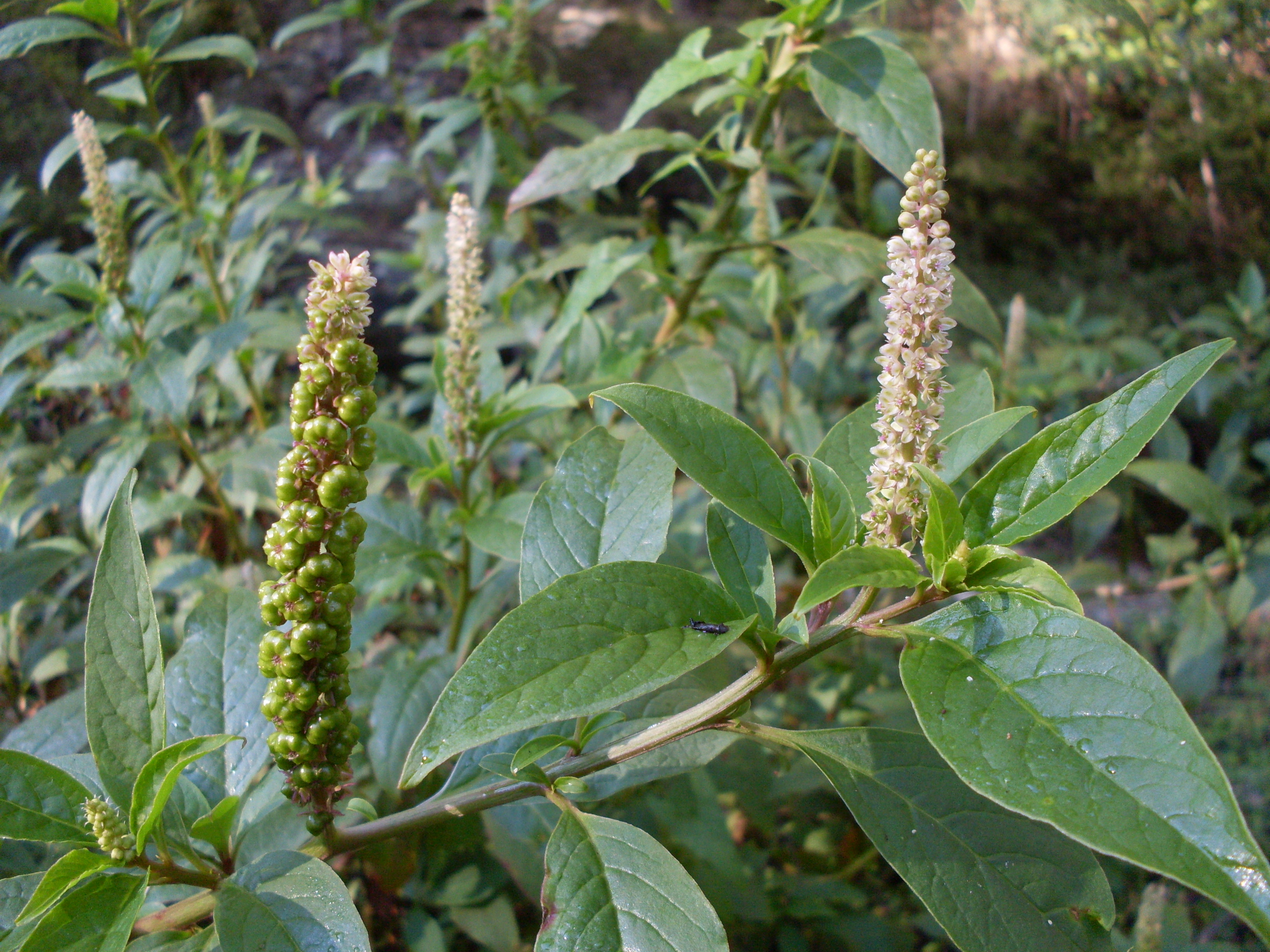
Detalle

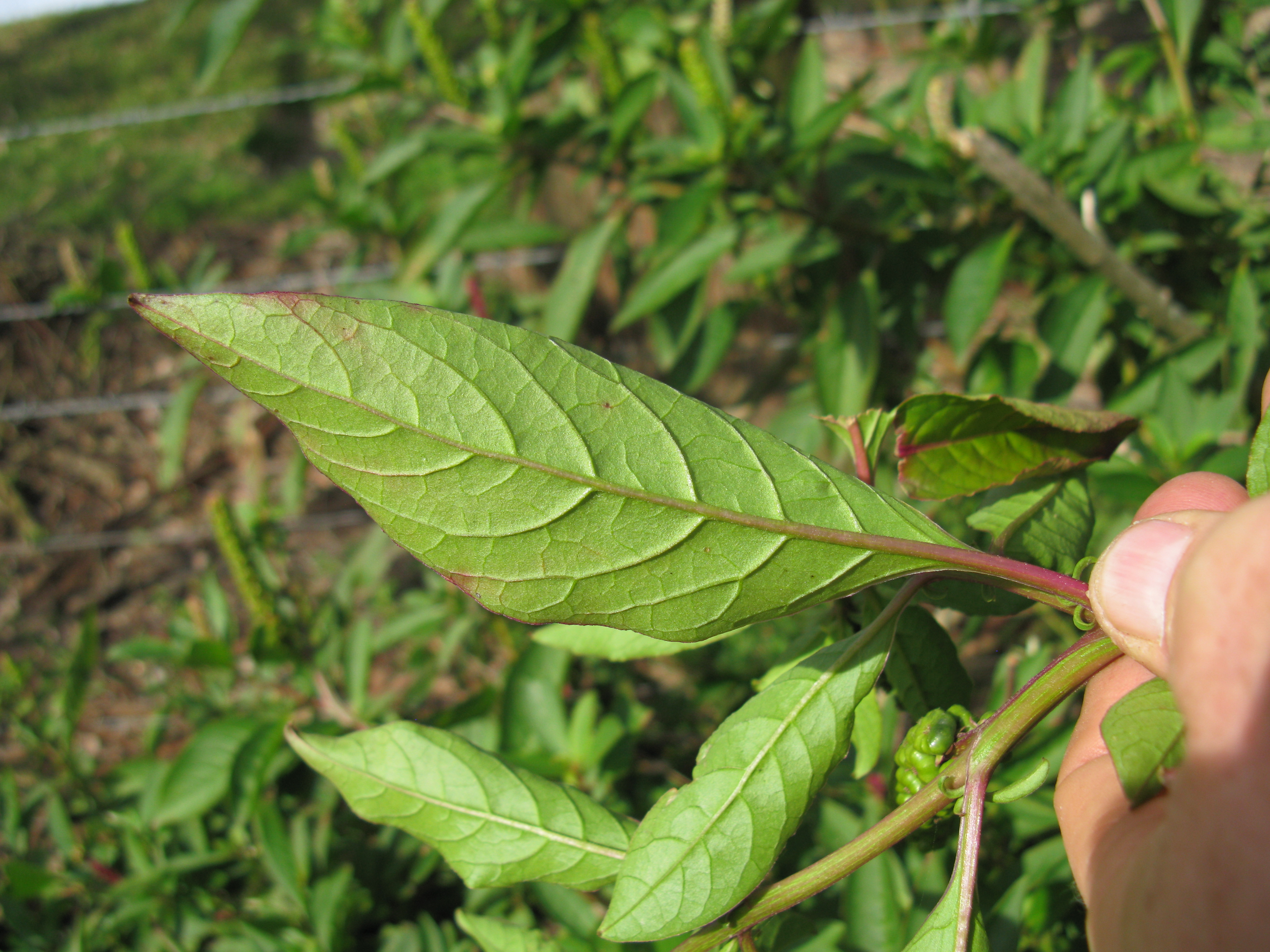
Hoja

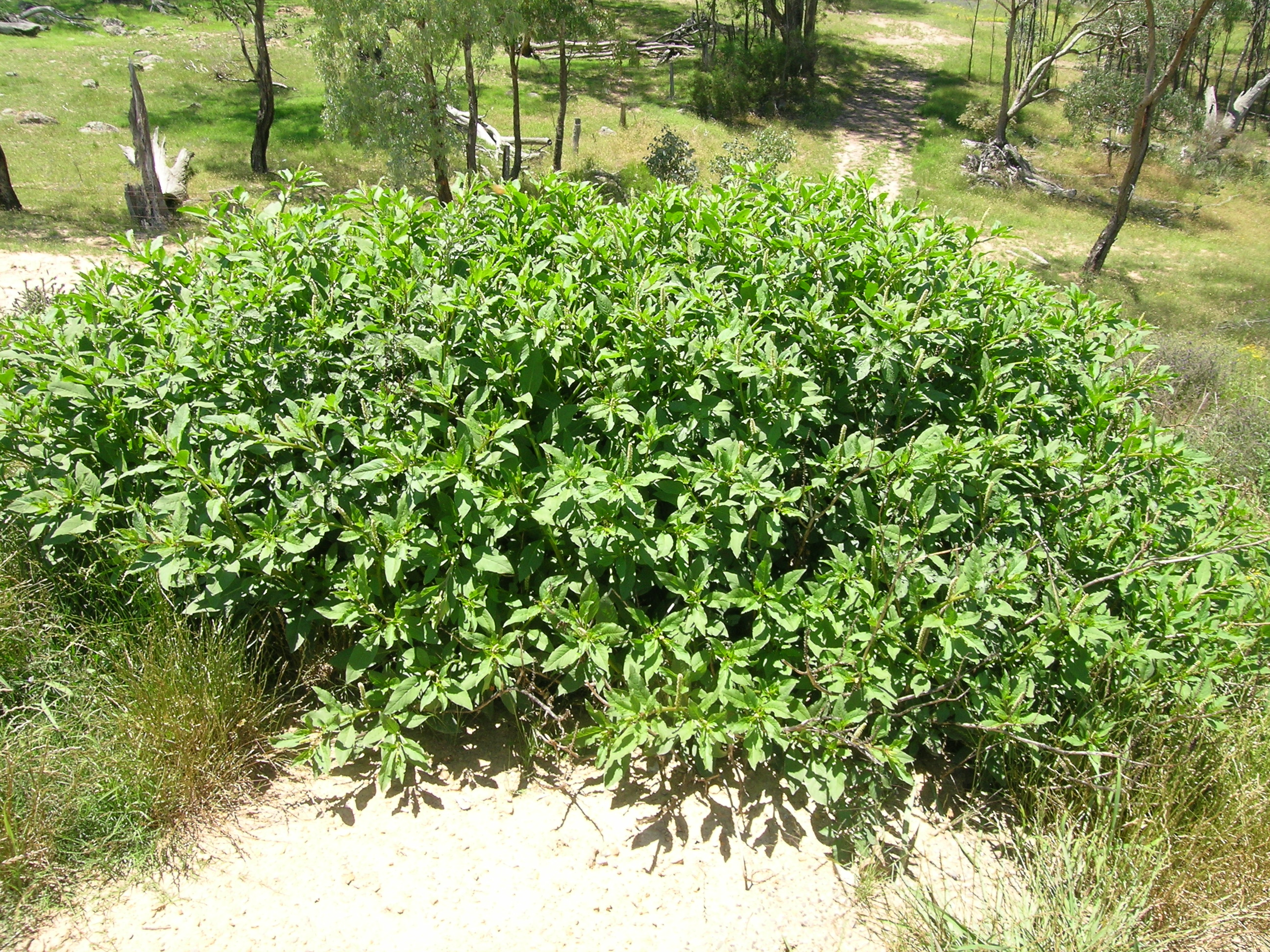
Vista del arbusto

## Descripción
Alcanza un tamaño de hasta 3 m de altura, con hojas de 10-20 cm por 9-14 cm. Las flores se producen en racimos de 10-15 cm de largo, cada for con 6-10 mm de diámetro, con 8-20 estambres ( icosandra significa "veinte estambres"). El fruto es una baya negra de 5-8 mm de diámetro.

## Propiedades
La cura a base de hierbas hongosan se deriva de esta planta.
el fruto maduro se usa para curar la tiña y lavar la ropa

## Taxonomía
Phytolacca icosandra fue descrita por Carlos Linneo y publicado en Systema Naturae, Editio Decima 2: 1040. 1759.
Etimología
Phytolacca: nombre genérico que deriva de las palabras griegas: φυτόν (phyton), que significa "planta", y la palabra latína lacca = "un rojo tinte".
icosandra: epíteto latíno que significa "con veinte estambres".
Sinonimia
- Phytolacca altamiranii Ram.Goyena
- Phytolacca icosandra var. sessiliflora (O. Hoffm.) H. Walter
- Phytolacca malabarica Crantz
- Phytolacca octandra var. angustifolia Moq.
- Phytolacca purpurascens A. Braun & Bouché
- Phytolacca sessiliflora Kunth & C.D. Bouché
- Phytolacca venezuelensis O.C.Schmidt
- Sarcoca icosandra (L.) Raf.[3]

## Nombres comunes
- En Colombia: guaba, altasara, atusara, cargamanta, hierba de culebra, jaboncillo, maíz de perro, matavieja, saúco o yerba de culebra.[4]
- En México: tarasca de los negros[5]